# Comisionado Federal para los Archivos de la Stasi
El Comisionado Federal para la Documentación del Servicio de Seguridad del Estado de la antigua República Democrática Alemana (en alemán: Bundesbeauftragten für die Unterlagen des Staatssicherheitsdienstes der ehemaligen Deutschen Demokratischen Republik; BStU) fue la autoridad oficial alemana que se encargaba de la administración e investigación de los archivos y documentos del Ministerio para la Seguridad del Estado (Stasi) de la hoy desaparecida República Democrática Alemana. A veces era denominado simplemente como  el Comisionado Federal para los Archivos de la Stasi (en alemán: Bundesbeauftragter für die Stasi-Unterlagen).

## Historia
El 3 de octubre de 1990, día de la reunificación alemana, Joachim Gauck, un pastor protestante de Rostock, fue nombrado encargado especial para los archivos del antiguo Ministerio de Seguridad del Estado con el fin de facilitar a los ciudadanos el acceso a tales archivos. La autoridad federal inició su trabajo en octubre de 1990.
El 29 de diciembre de 1991 entró en vigor la ley sobre los archivos de la Stasi (Stasi-Unterlagen-Gesetz o StUG), con la cual el encargado especial se convirtió en el primer "Delegado del Gobierno Federal para los archivos del Servicio de Seguridad del Estado de la antigua República Democrática de Alemania".
El 17 de junio de 2021, el BStU fue absorbido por el Archivo Federal de Alemania.

## Comisionados oficiales
El organismo está dirigido por un Comisionado Federal, que es elegido directamente por el Bundestag.
| Nombre            | Periodo                                      |
| ----------------- | -------------------------------------------- |
| Joachim Gauck     | 4 de octubre de 1990 - 10 de octubre de 2000 |
| Marianne Birthler | 10 de octubre de 2000 - 28 de enero de 2011  |
| Roland Jahn       | 28 de enero de 2011 - 17 de junio de 2021    |